# 101 способ использования дохлого кота
«101 способ использования дохлого кота» (англ. 101 Uses for a Dead Cat) — известный сборник карикатурных зарисовок Саймона Бонда (1947—2011) в жанре чёрного юмора. Слоган издания — «С незапамятных времён человечество преследует вопрос: Что бы вы сделали с дохлым котом?». Сборник состоит из карикатурных зарисовок тел мёртвых котов, используемых для различных целей, в том числе в качестве якоря лодки, точилки для карандашей и держателя для бутылок с вином.

## Издание
Первое издание сборника вышло в 1981 году как «Сто и Один способ использования дохлого кота» (англ. A Hundred and One Uses of a Dead Cat). Общий тираж книги составляет 2 млн экземпляров и охватил 20 стран. На его основе вышло два продолжения — «Ещё 101 способ использования дохлого кота» (англ. 101 More Uses of a Dead Cat) и «Использование дохлого кота в истории» (англ. Uses of a Dead Cat in History), а также различные календари с подобными изображениями и «Кошачья месть — Более чем 101 способ использования мёртвых людей» (англ. The Cat's Revenge — More Than 101 Uses for Dead People). В 2006 году 25 юбилейное издание «Сто и Один способ использования дохлого кота» вышло с новым предисловием.

## Отзывы
7 декабря 1981 года, после 27 дней продаж, книга попала в список бестселлеров The New York Times.
По оценке St. Petersburg Independent, успех книги стал частью «сумасшествия по кошкам» (англ. cat craze) в популярной культуре, как, например, комиксы Джима Дэвиса про кота Гарфилда и мюзикл «Кошки» Эндрю Ллойда.
Журнал Time назвал автора и художника книги Саймона Бонда «Чарльз Аддамс айлурофобии». Сам Бонд получал гневные письма, где обвинялся в непристойности и садизме.
American Opinion отмечала, что читатель должен быть «готов время от времени испытывать отвращение и ужас».

## Влияние
Британский карикатурист Патрик Райт выпустил пародию на книгу — «Сто один способ использования Джона Мейджора», в которой бывший премьер-министр Великобритании был изображён применённым к ряду причудливых целей, таких как анорак наблюдателя за поездами или флагшток .